# Фельфнер, Артур Сергеевич
Артур Сергеевич Фельфнер (укр. Артур Сергійович Фельфнер; род. 17 октября 2003, Конотоп, Сумская область) — украинский легкоатлет (метание копья). Участник Олимпийских игр 2024 года.

## Биография
Родился в Конотопе в семье Сергея и Дарьи. Позднее Фельфнеры переехали в Бахмач. Кроме него в семье воспитывались ещё двое младших братьев Назар и Матвей. Дед с бабушкой проживают в Батурине.
Артур начал заниматься лёгкой атлетикой в Конотопской детско-юношеской спортивной школе имени Мамиашвили, где тренером работал его отец. Окончил Броварское высшее училище физической культуры. Его тренером являлся Вячеслав Рымко.
На юношеском чемпионате Украины 2018 года в Днепре установил свой персональный рекорд в метании 700-граммового копья — 62,63 метра, что позволило завоевать золото на турнире. Фельфнер представлял Украину на Европейском юношеском олимпийском фестивале 2019 года в Баку, где завоевал бронзу, метнув копьё на 73,16 метра.
Золото украинский легкоатлет получил на юниорском чемпионат Европы 2021 года в Таллине, отравив копьё на 78,41 метра. После этого отравился на чемпионат мира среди юниоров в Найроби (Кения), где завоевал серебро, уступив 14 сантиметров финну Янне Ляспя. По итогам 2021 года получил награду «Восходящая звезда» от Федерации лёгкой атлетики Украины.
На соревнованиях в Оффенбурге в мае 2022 года метнул копье на 83,28 метра, что стало рекордом Украины среди юношей, но четвёртым результатом турнира. Уже в июле он обновил показатель на соревнованиях в Шоморине — 84,32 метра.
В этом же году Фельфнер победил на чемпионате мира среди юниоров в Колумбии, где показал результат 79,36 метра.
На взрослом уровне дебютировал в августе 2022 года на чемпионате Европы в Мюнхене, где не смог пройти квалификацию и попасть в финал. В марте 2023 года завоевал золото на Кубке Европы в Лейрии с результатом 80,09 метра.

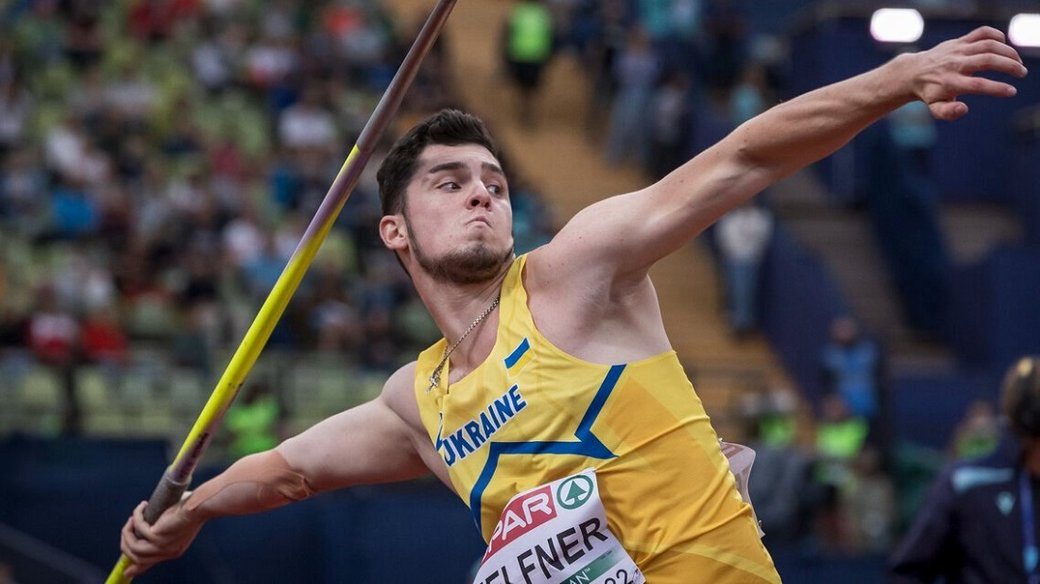
На соревнованиях 2023 года

В 2023 году Артур Фельфнер получил бронзу на Европейских играх, золото чемпионата Украины и молодёжного чемпионата Европы, а на чемпионате мира показал лишь 32-й результат в квалификации.

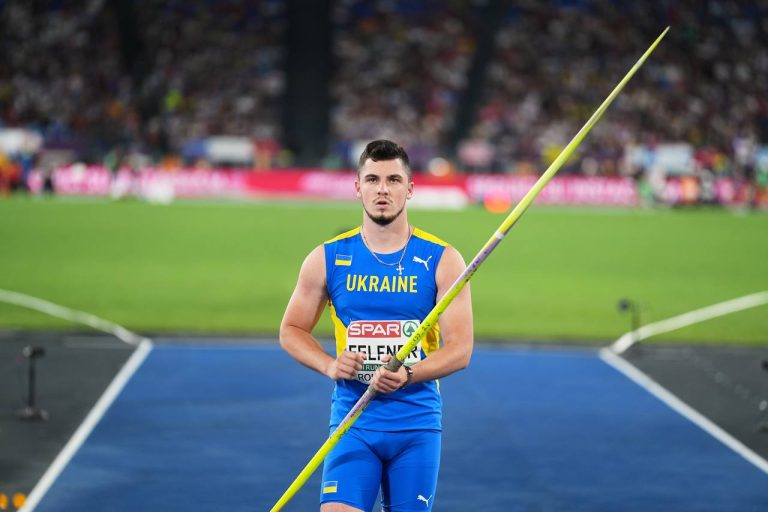
В 2024 году

2024 год начал с победы на Кубке Европы с результатом 81,89 метра. Улучшил свой результат на Hylo Javelin Meeting 2024 в Оффенбурге, где показал 83,95 метра. На чемпионате Европы 2024 года в Риме сумел выйти в финал, став по итогам соревнований восьмым (81,38 метра). Во Львове на чемпионате Украины в июне 2024 года во второй раз в карьере завоевал золото. В июле выступил на Бриллиантовой лиге в Париже с пятым результатом (80,48 метра).
Благодаря позиции в мировом рейтинге получил путёвку на Олимпийские игры 2024 года в Париже.

## Награды и звания
- Медаль «За труд и доблесть» (7 сентября 2023)[23]

## Результаты
| Год  | Соревнование                                | Город    | Место    | Результат |
| ---- | ------------------------------------------- | -------- | -------- | --------- |
| 2019 | Европейский юношеский Олимпийский фестиваль | Баку     | 3        | 73,14 м   |
| 2021 | чемпионат Европы среди юниоров              | Таллин   | 1        | 78,41 м   |
| 2021 | Чемпионат мира среди юниоров                | Найроби  | 2        | 76,32 м   |
| 2022 | Чемпионат мира среди юниоров                | Кали     | 1        | 79,36 м   |
| 2022 | Чемпионат Европы                            | Мюнхен   | 15 (кв.) | 76,06 м   |
| 2023 | Кубок Европы                                | Лейрия   | 1        | 80,09 м   |
| 2023 | Европейские игры                            | Краков   | 3        | 82,24 м   |
| 2023 | Чемпионат Европы среди молодёжи             | Эспоо    | 1        | 83,04 м   |
| 2023 | Чемпионат мира                              | Будапешт | 32 (кв.) | 73,94 м   |
| 2024 | Кубок Европы                                | Лейрия   | 1        | 81,89 м   |
| 2024 | Чемпионат Европы                            | Рим      | 8        | 81,38 м   |